# Thomas Quasthoff
Thomas Quasthoff (Hildesheim, NSZK, 1959. november 9. –) német énekművész (basszbariton) és zeneakadémiai énektanár. Quasthoff a világ egyik legismertebb Contergan-bébije, nagyon súlyos végtag-rendellenességekkel született, amit egyes operarendezők be is építettek koncepciójukba.

## Élete
Szülei is képzett zenészek voltak, de „polgári” foglalkozást folytattak. Már élete első éveiben – amit nagyrészt kórházban töltött – feltűnt muzikalitása. Tizenhárom éves korában kezdett magánúton énekelni tanulni Charlotte Lehmann-nál, de zeneiskolai növendék nem lehetett, mert fogyatékossága miatt nem képes hangszerjátékra. Lehmann 1990-ig tanára maradt. Három évig jogot hallgatott, közben szabadidejében dzsesszt énekelt. Hat éven át banktisztviselőként dolgozott, majd kulturális műsorokat vezetett a hamburgi rádióban.
Professzionális karrierje indításában nagyban segítette Sebastian Peschko zongorakísérő, rádiós zenei szerkesztő. 1988-ban megnyerte az ARD rangos nemzetközi zenei versenyének ének kategóriáját. További győzelmek után 1997-ben debütált koncertpódiumon Berlinben Sir Simon Rattle vezényletével Joseph Haydn A Teremtésében. A következő évtől külföldi fellépései is megkezdődtek. Operai debütálása a Salzburgi Ünnepi Játékokon volt 2003-ban Don Fernandóként a Fidelióban. Folyamatos turnézás mellett egyre több dzsesszt és R&B stílusú számot énekelt. 2012-ben bejelentette, hogy komolyzenét a továbbiakban nem ad elő, egyrészt a számára oly fontos újságíró bátyja halála miatt, másrészt a műfaj elüzletesedése miatt.
Quasthoff 1996 és 2004 között professzor volt a Detmoldi Zeneművészeti Főiskolán, azóta a Berlini Hanns Eisler Zeneművészeti Főiskolán oktat.

## Diszkográfia
- Wolfgang Amadeus Mozart: Arien, Württembergisches Kammerorchester Heilbronn, Jörg Faerber, Sony BMG, 1997. szeptember (Echo-díj 1998)
- Krzysztof Penderecki: Credo, Oregon Bach Festival Chor und Orchester, Helmuth Rilling, Hänssler, 1998 (Grammy-díj)
- Franz Schubert: Winterreise, Charles Spencer, BMG, 1998
- Gustav Mahler: Des Knaben Wunderhorn, Anne Sofie von Otter, Berliner Philharmoniker, Claudio Abbado, Deutsche Grammophon, 1999 (Grammy-díj)
- Johannes Brahms és Liszt Ferenc: Lieder, Justus Zeyen, Deutsche Grammophon, 2000. február
- Schubert: „Schwanengesang“ és Brahms: „Vier ernste Gesänge“ Justus Zeyennel (a Német Lemeznkritikusok Díja, 2001/3)
- Schubert-dalok: Anne Sofie von Otterrel, Chamber Orchestra of Europe, Claudio Abbado, Deutsche Grammophon, 2003. április (Grammy-díj)
- Bach Cantatas: Berliner Barock Solisten, RIAS-Kammerchor, Rainer Kussmaul, Deutsche Grammophon, 2004 (Grammy-díj)
- Franz Schubert: Die schöne Müllerin, Justus Zeyen, Deutsche Grammophon, 2005
- Arnold Schönberg: Gurrelieder, Berliner Philharmoniker, Simon Rattle, EMI, 2006. április
- Betrachte meine Seel, Staatskapelle Dresden, Sebastian Weigle (karmester), Deutsche Grammophon, 2006
- The Voice. Brahms, Liszt, Lortzing, Mendelssohn, Schubert, Weber, Heine, Rückert, Chezy: kompozíciók, Deutsche Grammophon, 2006. május
- Watch what happens. The Jazz Album. Jazz Standards, Till Brönner, Deutsche Grammophon, 2007. március
- DVD – Joseph Haydn: Die Schöpfung, Annette Dasch, Christoph Strehl, Österreichisch-Ungarische Haydn-Philharmonie, Wiener Kammerchor, Fischer Ádám, Medici Arts, 2009. október

## Művei
- Die Stimme. Ullstein Verlag, Berlin, 2004, 336 o. ISBN 3-550-07590-1, Autobiografie
- Der Bariton. Henschel Verlag, Berlin, 2006 ISBN 3-894-87545-3

## Filmek
- Thomas Quasthoff: The Dreamer. Dokumentarfilm, Deutschland, 2004/2005, 90 perc., rend. Michael Harder, Produktion: tryharder tvnetwork, Hamburg, Inhaltsangabe mit Trailer
- Deutschland, deine Künstler Thomas Quasthoff. Dokumentarfilm, Deutschland, 2007/2008, 60 perc, rend. Reinhold Jaretzky, bemutató: 2008. július 10. Produktion: Zauberberg Film, ARDInhaltsangabe

## Weblinkek
Cikkek
- Rezension von: Die Stimme mit Leseproben
- „Gefühle sind ja in uns allen“, Die Welt, 2006, február 17., 10. o.
- Klassik trifft Jazz – Ein Gespräch zwischen Thomas Quasthoff und Till Brönner, crescendo, 2007. május 14.

Videók
- T.Quasthoff C.Abbado F.Schubert An die Musik in YouTube